# Antonie Bitsch
Antonie Bitsch, geborene Brinkmann (* 13. April 1912 in Blankenheim im Harz; † 19. Februar 1989 in Gießen), war eine deutsche Kunstmalerin; sie signierte ihre Bilder mit Tobi.

## Leben

### Familie
Antonie Bitsch kam aus einer Musikerfamilie und war die Tochter eines Geigers und einer ausgebildeten Pianistin; sie verbrachte ihre Jugend in Göttingen, bis sie 1930 nach Gießen umzog.
Der aus Fürth im Odenwald stammende evangelische Schriftsteller und später in Gießen als Dramaturg und Kulturdezernent tätige Heinrich Bitsch (1901–1985) war ab 1930 ihr Ehemann.
Sie wurde auf dem Friedhof des Klosters Arnsburg bestattet.

### Werdegang
Antonie Bitsch schloss das Gymnasium in Göttingen ab und erhielt mehrere Jahre Privatunterricht in Malerei, unter anderem von 1930 bis 1933 bei dem Gießener Maler Heinrich Will; als sogenannte Halbjüdin wurde ihr die Aufnahme in die Städelsche Kunstschule untersagt, sodass sie sich autodidaktisch bei dem Bühnenbildner Hein Heckroth weiterbildete.
Mit einem Mal- und Ausstellungsverbot belegt, versteckte sie sich und lebte, mithilfe des Bürgermeisters Konrad Kloos († 1975), unerkannt in Oppenrod bei Gießen; dort war ihr Ehemann seit 1934 als Lehrer an der Schule tätig. Nachdem die Familie von Anton Ludwig (1888–1957), Intendant des Stadttheaters Gießen, mit dessen Tochter Christa Ludwig,1945 ausgebombt worden war, fanden sie Aufnahme im Haus von Heinrich Bitsch in Oppenrod.
Während der Kriegshandlungen verbrannten zahlreiche ihrer Bilder in Gießen.
Sie erhielt von 1945 bis 1946 weiteren Malunterricht bei der Gießener Künstlerin Lotte Bingmann-Droese, die zum Malerkreis um Ernst Mollenhauer, Max Pechstein, Fritz Burmann und Richard Birnstengel gehörte.
1949 entwarf sie Bühnenbildentwürfe zu Monsignores große Stunde von Emmet Lavery, das unter der Inszenierung ihres Ehemannes in Gießen aufgeführt wurde und zu Jean Paul Sartres Stück Die ehrbare Dirne sowie zu Dramen von William Shakespeare im Stadttheater Gießen.
Sie erhielt unter anderem öffentliche Aufträge für Kindergärten in Gießen und malte Triptychen für Kirchen in Gießen und für das Kloster Altenberg sowie die Universitätskirche der Lovanium-Universität (heute Universität Kinshasa) in Leopoldville (heute Kinshasa) im Kongo (heute Demokratische Republik Kongo); hierfür malte sie 1955 ihre Werke Schwarze Madonna und Schwarzer Christus.

### Künstlerisches Wirken
Antonie Bitsch beschäftigte sich mit Halbakten, Landschaften, Stillleben, Porträts und ins Bild umgesetzte Musik. Unabhängig von Zeitströmungen fand sie ihren eigenen Stil und verarbeitete expressionistische Tradition und Action Painting zu etwas ganz Eigenem. Ihre Bilder malte sie in vielen lasierenden Schichten übereinander und nutzt hierbei meist Öl- beziehungsweise Mischtechnik, aber auch Aquarell auf Japanpapier, und blieb hierbei stets der Gegenständlichkeit verbunden. Ihre Haupttechniken waren Öl auf Hartfaser oder Leinwand, Tuschzeichnung, Gouache, Aquarell und Kohlezeichnung und ihre Farben bewegten sich in den gedeckten Tönen Blau, Grün und melancholisch violett verschleiert.
1953 entwarf sie für den Altar der Lukaskirche in Gießen ein Triptychon, das heute an der südlichen Langwand hängt.
Sie schuf nach dem Tod ihres Ehemanns für die Paradieskapelle des Klosters Arnsburg das Werk Dem Namen dein, o Herr, das an der Ostwand hängt und im Stil an den Maler Marc Chagall erinnert.
Ein Teil ihrer Werke befindet sich heute im Oberhessischen Museum in Gießen.

## Trivia
Claus Seibel, Moderator der heute-Nachrichten im ZDF besaß 15 Werke von Antonie Bitsch.

## Ausstellungen (Auswahl)
- 1945: Ausstellung im Stadttheater-Foyer Gießen.[4]
- 1959: Ausstellung im Kurhaus in Bad Nauheim.
- 1960: Ausstellung in der Galerie am Dom[5] in Frankfurt am Main.
- 1971: Ausstellung im Haus an der Redoute in Bonn.
- 1973: Ausstellung in der Künstlervereinigung Kunstforeningen[6] in Århus, Dänemark.
- 1980: Ausstellung in Salsomaggiore Terme bei Parma.
- 1990: Gedächtnisausstellung Antonie und Heinrich Bitsch – Ein Weg in der Kongresshalle Gießen.
- 16. November 2012 bis 13. Januar 2013: Ausstellung zum 100-jährigen Geburtstag Antonie Bitsch – Visionen im Museum Gießen.[7]

## Mitgliedschaften
Antonie Bitsch war Mitglied des Oberhessischen Künstlerbundes.

## Werke (Auswahl)
- um 1970: Gemälde Verkündigung in der Evangelischen Wicherngemeinde[8] in Gießen.[9]
- um 1980: Gemälde Der Maler und sein Modell.

## Ehrungen und Auszeichnungen
Antonie Bitsch erhielt 1980 während ihrer Ausstellung in Salsomaggiore Terme die Goldmedaille der Accademia Italia.
1981 wurde ihr die Georg-Röder-Medaille der Galerie Palette Röderhaus in der Sedanstraße 68 in Wuppertal für ihre Leistungen auf dem Gebiet der Bildenden Kunst verliehen.